# Power Macintosh 8500
A Power Macintosh 8500 számítógépet az Apple gyártotta és forgalmazta 1995. augusztus 7. és 1996. április 1. között. A Power Macintosh 8500 a Power Macintosh számítógép-családba tartozott. A Power Macintosht szokás Power Mac-ként vagy PM-ként említeni szóban és írásban, az Apple hivatalosan az első G4-es Power Macnél használta a Power Mac megnevezést.

## Története
A PM 8500 (Európában és Japánban Power Macintosh 8515) 120 MHz-es PowerPC 604 processzor vezérelte. A korábbi Power Macintosh gépekkel ellentétben a CPU egy bővíthet-kártyára került. Bár lassabb volt, mint a 132 MHz-es Power Macintosh 9500, a PM 8500 első verziója számos audio és video (S-Video és kompozit videó) be-/kimenetet tartalmazott, amelyek a PM 9500-ban nem voltak találhatók.
A 640x480 képpontos videó-feldolgozásra hardver az A/V bemeneten képes volt fogadni a közel televíziós minőségű képfelbontást, de egyetlen 1997-ben gyártott merevlemez sem volt képes a folyamatos, 18 MB/s adatsebességű adatírásra. Később speciális „AV“ merevlemezeket alkalmaztak, amelyek késleltették a termikus újrakalibrálást az írási művelet befejeződéséig, így nyerve időt az írási sebességhez. A töredezettség minimalizálására fordított különös figyelemmel, ezek a meghajtók lépést tudtak tartani a PM 8500-as videoáramköreivel.
A PM 8500-ast a Power Macintosh 7200 és 7500 mellett mutatták be az 1995-ös bostoni MacWorld Expón. Az Apple az új Power Macintosh gépeket „Power Surge”-nek nevezte, jelezve, hogy a PowerPC processzoros gépek második generációja jelentős sebességnövekedést kínált elődeihez képest.
A PM 8500 az Infoworld Magazine üzleti alkalmazás-csomag tesztjét 457 másodperc alatt végezte el, a PM 8100/100-nak ehhez kereken hatszáz másodpercre volt szüksége. Azt is megjegyezték, hogy a PM 8500 átlagosan 24-44 százalékkal gyorsabb, mint egy hasonló órajelű Intel Pentium chipes gép, a PM 8500 teljesítménye pedig csaknem kétszerese a grafikus és publikációs feladatokban.
A PM 8500-as CPU-ját kétszer frissítették. Eredetileg 120 MHz-es, később 150 MHz-es PowerPC 604-gyel gyártották, végül 180 MHz-en működő PowerPC 604e-vel szállították. 1997 februárjában a PM 8500-at a Power Macintosh 8600 váltotta fel.

## Power Macintosh 8500 verziók
- 1995. augusztus 8. Power Macintosh 8500/120[2]
- 1996. január 11. Power Macintosh 8515/120[3]
- 1996. február 26. Workgroup Server 8550/132
- 1996. április 22. Power Macintosh 8500/132
- 1996. április 22. Power Macintosh 8500/150
- 1996. augusztus 5. Power Macintosh 8500/180
- 1996. szeptember 9. Workgroup Server 8550/200[7]

## A Power Macintosh 8500 technikai leírása
A álló házas gép súlya 11,3 kg, magassága 356 mm, szélessége 196 mm és mélysége 400 mm volt. A számítógépet 120 MHz-es PowerPC 604 processzor vezérelte (L1 cache: 32kB, L2 cache: 256k), a rendszerbusz 40 MHz-en működött. Az adatokat a 1 GB, 2 GB SCSI belső merevlemezre lehetett elmenteni. Külső adattárolási lehetőséget az 1,44 MB kapacitású hajlékonylemez meghajtó és 4x CD-ROM kínált. A gépet System 7.5.2 operációs rendszerrel szállították. A nyolc memória helyre az alapkonfigurációban 16 MB (70 ns) memóriát ültettek, maximálisan 1.0 GB kezelésére volt képes a gép a gyári specifikáció szerint. A számítógépnek nem volt saját kijelzője. A videó-kimeneten át 832x624 képpont felbontású jelet adott ki. A kép megjelenítést 2 MB (maximum: 4 MB) videó-memória támogatta. A gép két portot – AAUI és 10Base-T – kínált Ethernet csatlakozáshoz és nem volt beépített modeme. A gépnek a következő csatlakozói voltak: egy ADB,  egy DB-25 SCSI-hoz, két Geoport, egy S-videó be, egy S-Videó ki és egy mikrofon (Plain Talk). A gép bővíthetőségét szolgálta egy LC PDS bővítőhely. Külső SCSI eszköz (merevlemez) csatlakoztatására is volt lehetőség.

## Technikai adatok táblázatban
A táblázat nem tartalmazza az összes műszaki paramétert. Az egyes modelleknél a bemutatáskor érvényes adatokat soroljuk fel, a későbbi frissítéseket nem. Az adatok az Apple adatlapjáról származnak, a hiányzó adatok – egyes gépeknél a kivezetés időpontja, az összes kijelző adat, üzemóra adat... – az Everymac.com oldalról és a Mactracker alkalmazásból valók.
| Gép nevebemutatva kivezetveoperációs rendszer  | Méretmagasság szélesség mélység súly | Processzorprocesszor @órajel L1 és L2 cacherendszerbusz | Memóriaalap max. @sebességhely, típus            | Háttértármerevlemezkülső adathordozó | Kijelzőmérete felbontása (képpont)           | Grafikavideókártyamemória (max.) VRAM típus | Csatlakozók, bővíthetőségEthernetmodembelső bővítőhelyegyéb |
| ---------------------------------------------- | ------------------------------------ | ------------------------------------------------------- | ------------------------------------------------ | ------------------------------------ | -------------------------------------------- | ------------------------------------------- | ----------------------------------------------------------- |
| PM 85001995. aug. 7. 1996. ápr. 1.System 7.5.2 | 356x196x400 mm 11,3 kg álló házas    | PowerPC 604 @120 MHz L1: 32kB L2:256kBusz: @40 MHz      | 16 MB max: 1.0 GB @70 nsnyolc hely, 168-pin DIMM | 1 GB, 2 GB (SCSI)4x CD-ROM           | nincs kijelző.Videókimenet: 832x624 képpont. | nincs2 MB / 4 MB 1 MB VRAM DIMM             | Ethernet: AAUI és 10Base-T–három PCI                        |

## Power Macintosh számítógépek az időben
| A Power Macintosh számítógépek idővonalon |
| --- |
| |
| A színek kezdete a bemutató időpontja, a forgalmazás több esetben is hónapokkal később kezdődött. Megeshet, hogy egy csík végét kitakarja egy másik csík eleje. Előfordul, hogy a gyártás befejezését követően még egy ideig forgalomban marad a gép adott verziója. A 6100/66 géppel kezdődő sorok az asztali, fekvő Power Macintoshok, a 8100/80 géppel kezdődő sorok az álló Power Macintosok, a kis álló házat szürke csík jelöli. Az 5200/75 LC géppel kezdődő sorok a kijelzővel egybeépített Power Macintoshok. Az Apple adatlapokon nem szereplő adatok forrása az EveryMac. |

## Fordítás
Ez a szócikk részben vagy egészben  a   Power Macintosh 8500 című angol Wikipédia-szócikk ezen változatának fordításán alapul.  Az eredeti cikk szerkesztőit annak laptörténete sorolja fel. Ez a jelzés csupán a megfogalmazás eredetét és a szerzői jogokat jelzi, nem szolgál a cikkben szereplő információk forrásmegjelöléseként.